# 黄花梅花草
黄花梅花草（学名：Parnassia lutea），为卫矛科梅花草属下的一个植物种。